# Temporada 2007 de World Series by Renault

## Calendario
| Circuito                      | Fecha            | Categorías   |
| ----------------------------- | ---------------- | ------------ |
| Autodromo Nazionale Monza     | 14 de abril      | FR3.5        |
| Autodromo Nazionale Monza     | 15 de abril      | FR3.5        |
| Zolder                        | 21 de abril      | EFR2.0 y TEM |
| Zolder                        | 22 de abril      | EFR2.0 y TEM |
| Nürburgring                   | 5 de mayo        | Todas        |
| Nürburgring                   | 6 de mayo        | Todas        |
| Circuit de Monaco             | 27 de mayo       | FR3.5        |
| Hungaroring                   | 14 de julio      | Todas        |
| Hungaroring                   | 15 de julio      | Todas        |
| Circuit de Spa-Francorchamps  | 18 de agosto     | FR3.5        |
| Circuit de Spa-Francorchamps  | 19 de agosto     | FR3.5        |
| Donington Park                | 8 de septiembre  | Todas        |
| Donington Park                | 9 de septiembre  | Todas        |
| Circuit de Nevers Magny-Cours | 22 de septiembre | Todas        |
| Circuit de Nevers Magny-Cours | 23 de septiembre | Todas        |
| Autódromo do Estoril          | 20 de octubre    | Todas        |
| Autódromo do Estoril          | 21 de octubre    | Todas        |
| Circuit de Catalunya          | 27 de octubre    | Todas        |
| Circuit de Catalunya          | 28 de octubre    | Todas        |

## Campeonatos

### Fórmula Renault 3.5
| Pos. | Piloto             | Escudería                 | Puntos |
| ---- | ------------------ | ------------------------- | ------ |
| 1    | Álvaro Parente     | Tech 1 Racing             | 129    |
| 2    | Ben Hanley         | Prema Powerteam           | 102    |
| 3    | Miloš Pavlović     | International DracoRacing | 96     |
| 4    | Filipe Albuquerque | Epsilon Euskadi           | 81     |
| 5    | Sebastian Vettel   | Carlin Motorsport         | 74     |

### Eurocopa de Fórmula Renault 2.0
| Pos. | Piloto          | Escudería        | Puntos |
| ---- | --------------- | ---------------- | ------ |
| 1    | Brendon Hartley | Epsilon RedBull  | 134    |
| 2    | Jon Lancaster   | SG Formula       | 102    |
| 3    | Charles Pic     | SG Formula       | 88     |
| 4    | Stefano Coletti | Epsilon Euskadi  | 71     |
| 5    | Frank Kechele   | Motorsport Arena | 67     |

### Trofeo Eurocopa Mégane
| Pos. | Piloto            | Escudería             | Puntos |
| ---- | ----------------- | --------------------- | ------ |
| 1    | Pedro Petiz       | Tech 1 Racing         | 146    |
| 2    | Dimitri Enjalbert | Tech 1 Racing         | 126    |
| 3    | Maxime Martin     | Boutsen Energy Racing | 85     |
| 4    | Ralph Meichtry    | Race Performance      | 80     |
| 5    | Matthieu Lahaye   | Tech 1 Racing         | 69     |